# Hypephyra xanthospilaria
Hypephyra xanthospilaria là một loài bướm đêm trong họ Geometridae.